# Kristjan Asllani
Kristjan Asllani (født 9. marts 2002) er en albansk professionel fodboldspiller, som spiller for Serie A-klubben Inter Milan og Albaniens landshold.

## Privatliv
Asllani blev født i Elbasan af albanske forældre, men flyttede hurtigt til Italien sammen med sin familie i den lille toscanske by Buti, hvor han begyndte at spille fodbold i en alder af fem med et lille lokalt hold. 

## Klubkarriere

### Empoli
Asllani fik sin professionelle debut for Empoli den 13. januar 2021 i en Coppa Italia kamp mod Napoli.

### Inter Milan
Den 29. juni 2022 kom Asllani til Inter fra Empoli for €14 mio. Empoli meddelte, at skiftet i første omgang var et lån med en købsoption.Asllani scorede sit første mål i sin første kamp for Inter i en venskabskamp mod FC Milano. 
Den 18. januar 2023 vandt Asllani sit første trofæ,  Supercoppa Italiana 2022, da Inter besejrede Milan 3-0 på King Fahd International Stadium. Han blev skiftet ind i det 84. minut af kampen 

## Landshold
I juni 2021 fik Asllani sin debut for Albanien U21 i en venskabskamp mod Belgien U21 .  Efter at have boet i Italien siden han var fem år, er Asllani berettiget til Italien eller Albanien, da han har begge statsborgerskaber, men valgte at repræsentere sidstnævnte.

## Karrierestatistik

### Forening
Oversigten er opdateret til og med kamp spillet 19 Januar 2024
| Klun              | Sæson          | Liga           | Liga  | Liga | Cup   | Cup | Kontenital | Kontenital | Andet | Andet | Total | Total |
| Klun              | Sæson          | Division       | Kampe | Mål  | Kampe | Mål | Kampe      | Mål        | Kampe | Mål   | Kampe | Mål   |
| ----------------- | -------------- | -------------- | ----- | ---- | ----- | --- | ---------- | ---------- | ----- | ----- | ----- | ----- |
| Empoli            | 2020-21        | Serie B        | 0     | 0    | 1     | 0   | —          | —          | —     | —     | 1     | 0     |
| Empoli            | 2021-22        | Serie A        | 23    | 1    | 3     | 0   | —          | —          | —     | —     | 26    | 1     |
| Empoli            | Total          | Total          | 23    | 1    | 4     | 0   | —          | —          | —     | —     | 27    | 1     |
| Inter Milan (lån) | 2022-23        | Serie A        | 20    | 0    | 3     | 0   | 5          | 0          | 1     | 0     | 29    | 0     |
| Inter Milan       | 2023-24        | Serie A        | 11    | 0    | 1     | 0   | 6          | 0          | 1     | 0     | 19    | 0     |
| Inter Milan       | Total          | Total          | 31    | 0    | 4     | 0   | 11         | 0          | 2     | 0     | 48    | 0     |
| Karriere i alt    | Karriere i alt | Karriere i alt | 54    | 1    | 8     | 0   | 11         | 0          | 2     | 0     | 75    | 1     |

1. 1 2  Appearances in UEFA Champions League
2. 1 2  Appearance in Supercoppa Italiana

### Landshold
Oversigten er opdateret til og med kamp spillet 20 November 2023
| landshold | År    | Apps | Mål |
| --------- | ----- | ---- | --- |
| Albanien  | 2022  | 7    | 1   |
| Albanien  | 2023  | 9    | 1   |
| Total     | Total | 16   | 2   |

#### Internationale mål
Oversigten er opdateret til og med 20 Juni 2023
Scores and results list Albania goal tally first, score column indicates score after each Asllani goal.
| Ingen. | Dato              | Placering                         |    | Modstander              | Score | Resultat | Turnering                    |
| ------ | ----------------- | --------------------------------- | -- | ----------------------- | ----- | -------- | ---------------------------- |
| 1      | 19. november 2022 | Arena Kombëtare, Tirana, Albanien | 7  | Armenien</img> Armenien | 2-0   | 2-0      | Venskabskamp                 |
| 2      | 20. juni 2023     | Tórsvøllur, Tórshavn, Færøerne    | 10 | Færøerne</img> Færøerne | 2-1   | 3-1      | UEFA Euro 2024-kvalifikation |

## Hæder
Empoli
- Serie B : 2020-21

Inter Milan
- Coppa Italia : 2022-23 [12]
- Supercoppa Italiana : 2022 [13]
- UEFA Champions League andenplads: 2022-23 [14]